# 创世纪第21章
创世纪21章是《旧约圣经·创世纪》的第二十一章，共有34节。

## 内容
创世记21章明显可以分为2段：1-13节；和14-34节。
创世纪21章记述以撒的出生和长大。在耶和华与亚伯拉罕约定的日期，年纪老迈的亚伯拉罕夫妇（亚伯拉罕100岁，撒拉91岁）生下了嫡子以撒。在以撒出生的第八日，亚伯拉罕按照神与他立的约，为以撒行割礼。
当以撒断奶时，亚伯拉罕为他大摆筵席庆贺。这时，以实马利戏笑以撒，撒拉就敦促亚伯拉罕赶走夏甲母子。以实马利长大后住在巴兰的旷野，成为弓箭手，他母亲夏甲从埃及给他娶了一个妻子。 

## 相关研究

### 寓意解经
对于创世记21章的上半段（1-13节），在新约圣经的加拉太书4章22至31节，使徒保罗进行了寓意解经。那里解释说，“两个妇人就是两约，一个是出于西乃山，生子为奴，乃是夏甲。这夏甲就是在亚拉伯的西乃山，相当于现在的耶路撒冷，因耶路撒冷同她的儿女都是作奴仆的。但那在上的耶路撒冷是自主的，她是我们的母，”，亚伯拉罕的妻子，自主的妇人撒拉象征给亚伯拉罕的应许之约；亚伯拉罕的妾夏甲象征给摩西的律法之约。撒拉象征神的恩典，夏甲象征律法。律法的地位像妾的地位，在神的经纶中没有合法的地位；恩典的地位如同妻子，在神的经纶中有合法的地位。律法像夏甲，生子为奴，象征在律法之下为奴的犹太教徒；恩典像撒拉，生子得儿子的名分，象征新约的信徒不再在律法之下，而是在恩典之下，并且应该站在这恩典中，不从其中坠落。
有些现代的圣经学者，将本章的其余部分也进行寓意解经。例如撒拉将夏甲和以实玛利赶逐，被解释为到了某个时候，神迫使信徒完全放弃律法和肉体努力的结果。